# باربرا ستيوارت
باربرا ستيوارت (بالإنجليزية: Barbara Stuart)‏ هي عارضة وممثلة أمريكية، ولدت في 3 يناير 1930 في الولايات المتحدة، وتوفيت بنفس المكان في 15 مايو 2011.

## أعمال

### أفلام
- (1980) الطائرة![7][8][9]

### مسلسلات
- باتمان

## وصلات خارجية
- باربرا ستيوارت على موقع IMDb (الإنجليزية)
- باربرا ستيوارت على موقع ألو سيني (الفرنسية)
- باربرا ستيوارت على موقع أول موفي (الإنجليزية)
- باربرا ستيوارت على موقع قاعدة بيانات الأفلام السويدية (السويدية)
- باربرا ستيوارت على موقع إن إن دي بي (الإنجليزية)
- باربرا ستيوارت على موقع ديسكوغز (الإنجليزية)
- باربرا ستيوارت على موقع قاعدة بيانات الفيلم (الإنجليزية)
- باربرا ستيوارت على موقع كينوبويسك (الروسية)